# 末日荒原
《末日荒原》（英語：Future World）是一部2018年的美國科幻動作西部電影，由占士·法蘭高和Bruce Thierry Chung執導。主演是占士·法蘭高、蘇琪·沃特豪斯、Jeffrey Wahlberg、瑪格麗塔·蕾薇瓦、史努比狗狗、George Lewis Jr.、Cliff 'Method Man' Smith、劉玉玲和米娜·祖華域芝。
本片於2018年5月25日上映，Lionsgate Premiere公司發行。

## 演員
- 占士·法蘭高 飾 Warlord
- 蘇琪·沃特豪斯 飾 Ash
- Jeffrey Wahlberg 飾 Prince
- 瑪格麗塔·蕾薇瓦 飾 Lei
- 史努比狗狗 飾 Love Lord
- George Lewis Jr.（英语：Twin Shadow） 飾 Ratcatcher
- Cliff 'Method Man' Smith（英语：Method Man） 飾 Tattooed Face
- 劉玉玲 飾 Queen[3]
- 米娜·祖華域芝 飾 Drug Lord[4]
- 卡蒙·亞金札諾（英语：Carmen Argenziano） 飾 Grandfather
- 史考特·荷茲 飾 Gutter
- 魯默·威利斯 飾 Rosie
- Elisha Henig（英语：Elisha Henig） 飾 Grandson

## 外部連結
- 互联网电影数据库（IMDb）上《末日荒原》的资料（英文）
- 爛番茄上《末日荒原》的資料（英文）
- Metacritic上《末日荒原》的資料（英文）